# Яворский, Игорь Петрович
И́горь Петро́вич Яво́рский (укр. Ігор Петрович Яворський; род. 9 июня 1959, Мурованое, Львовская область) — советский и украинский футболист и тренер. Мастер спорта Украины (1995).

## Биография
Окончил факультет физического воспитания Тернопольского педагогического института (ныне ТНПУ).
Выступал за команды «Сокол» (Львов, 1977), «Нива» (Подгайцы, 1977—1981), «Колос» (Павлоград, 1981—1982), «Нива» (Тернополь, 1983—1985, 1986—1987, 1989—1991 года, сейчас Словакия, 1991—1992), «Верес» (Ровно, 1993), «Болиден» (Швеция, 1994—1995).
За тернопольскую «Ниву» провёл 272 матча, был лучшим бомбардиром — забил 152 гола, работал её играющим и главным тренером.
В 1997 году стал одним из шести лучших тренеров Тернопольской области.
Работал главным тренером команд «Нива» (Тернополь), «Металлург» (Донецк), «Прикарпатье» (Ивано-Франковск), помощником главного тренера Ивана Голаца команды «Карпаты» (Львов).
В 2008 году был помощником главного тренера команды «Металлург» (Запорожье).
В 2009 году был главным тренером ФК «Львов».
С 18 июня 2012 года главный тренер ФК «Нива» (Тернополь).
С января до июля 2015 года был главным тренером канадского клуба Канадской футбольной лиги (СSL) «Атомик Селект» из Торонто.